# Illicium peninsulare
Illicium peninsulare är en tvåhjärtbladig växtart som beskrevs av A. C. Smith. Illicium peninsulare ingår i släktet Illicium och familjen Schisandraceae. Inga underarter finns listade.